# Elisa Napoleona Baciocchi
Elisa Napoleona Baciocchi Levoy (Luca, 3 de junio de 1806 - Castillo de Korn-er-Hoüet, 3 de febrero de 1869) fue la segunda hija de Félix Baciocchi y de Elisa Bonaparte, princesa de Lucca y Piombino y hermana de Napoleón Bonaparte. Fue la única hija del matrimonio que sobrevivió a la adolescencia.

## Vida y familia
Elisa Napoleona Baciocchi Levoy nació en Luca, en el principado de Lucca y Piombino, donde su madre gobernaba como princesa.
El 17 de noviembre de 1824, contrajo matrimonio con Felipe Camerata-Passionei de Mazzoleni (1805-1882) en Florencia. Tuvieron un hijo, Carlos Félix Jean-Baptiste Camerata-Passionei de Mazzoleni, nacido en 1826. La pareja se separó poco después del nacimiento de su hijo, y Elisa se mudó a Trieste, donde contactó a otros miembros exiliados de la familia Bonaparte para intentar re-establecer al hijo único de Napoleón Bonaparte, Napoleón Francisco, al trono de Francia.
Tras la muerte Napoleón Francisco en 1832, Elisa apoyó el levantamiento de su primo, Luis Napoleón, y tras su ascensión como el emperador Napoleón III en 1852, ella se mudó a París. Allí obtuvo para su hijo el título de maîtres des requêtes au Conseil d'État ('maestro de las peticiones ante el Consejo de Estado") pero éste no pudo soportar la presión de la vida en la corte y murió a los 26 años en circunstancias misteriosas. 
Profundamente afectada por la muerte de su hijo, Elisa abandonó la corte y después de una breve estadía en el Véneto, se mudó a Bretaña, donde se dedicó a cultivar sus tierras, creando una granja y varias pesquerías. También construyó el castillo de Korn-er-Hoüet en Colpo, donde falleció el 3 de febrero de 1869, a los 62 años.

## Galería

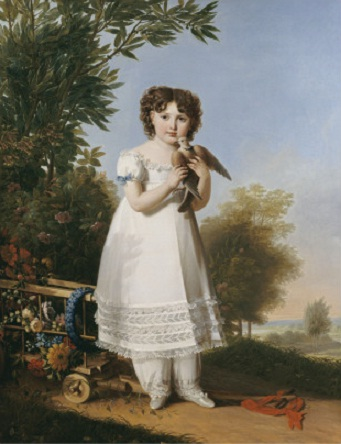
Retrato por Marie-Guillemine Benoist, 1810.
Elisa y su madre por François Gérard, 1811.
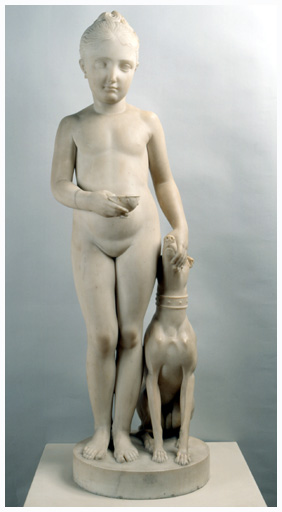
Elisa Napoleona Baciocchi y su perro, por Lorenzo Bartolini, 1812.

- Datos: Q675596
- Multimedia: Elisa Napoléone Baciocchi / Q675596